# آمپر (رود)
آمپر رودی است به ایسار می‌ریزد. این رود از کشور آلمان می‌گذرد.